# Карамкенское месторождение
Карамкенское месторождение — месторождение золота в Хасынском районе Магаданской области России. Расположено в бассейне ручья Карамкенский.

## Полезные компоненты
Золото, серебро.

## История открытия
Открыто в 1964 году в ходе геологической съемки масштаба 1:50 000. Поисковые признаки включали развалы кварцевых жил с редкими высокими содержаниями золота, а также шлиховые ореолы тонкого золота. На ранней стадии изучения объект не вызвал к себе интереса из-за небольшого количества значимых проб и сравнительно простого минерального состава шлихов, в которых встречались лишь пирит и единичные зерна пираргирита. Впоследствии было установлено, что из-за преобладания тонкозернистых структур руд даже для крупных золото-серебряных месторождений не характерны контрастные шлиховые ореолы. Первоначально основное внимание уделялось хорошо видимым на склоне карбонатно-кварцевым жилам. Адуляр-кварцевая жила «Главная» (включающая 80 % запасов месторождения) была выявлена лишь через несколько лет после открытия месторождения в результате проходки последней магистральной канавы в конце полевого сезона 1966 года. Полученное при этом выдающееся сечение (240 г/т золота и 2,5 кг/т серебра на 2,5 метра) отвечало первому из многочисленных рудных столбов, выявленных впоследствии. Месторождение было разведано канавами, скважинами и несколькими горизонтами подземных горных выработок. В 80-х годах XX-го века на флангах месторождения проводились поиски скрытого оруденения с применением значительных объёмов бурения. На глубине 600 м были получены отдельные пересечения с содержанием золота 40 г/т на мощность 3 метра. Из-за сравнительно большой глубины залегания эти пересечения были признаны непромышленными.

## Структурное положение
Большая часть рудного поля совпадает с кальдерой, выполненной нижне- и верхнемеловыми дацитами, андезито-базальтами, риолитами. Характерно широкое развитие полукольцевых разломов и веерообразно отходящих от них нарушений. Месторождение приурочено к позднемеловому субвулканическому телу дацитового состава. Для месторождения характерны вулканические брекчии, а также многочисленные тела эксплозивных и гидротермальных брекчий. Гидротермальные брекчии представлены телами трубообразной формы, ветвящимися вверх по разрезу. Обломки пород сцементированы тонкодисперсным кварц-сульфидным материалом.

## Метасоматические изменения
Метасоматические изменения развиты интенсивно и зонально: в надрудной зоне преобладают каолинит-алунит-кварцевые новообразования, а в рудной — адуляр-кварцевые метасоматиты.

## Рудные тела
Рудные тела контролируются дуговыми и радиальными разломами. Рудные тела представлены крутопадающими адуляр-карбонат-кварцевыми жилами протяжённостью 100—400 метров и мощностью 0,1-5 метров. К поверхности жилы разветвляются и образуют пучки, а на глубине — сходятся в единые стволовые жилы. Расстояние между соседними пучками жил — 200—400 метров. Запасы золота были подсчитаны по 21 жиле. Около 70 % запасов было сконцентрировано в пучке жилы «Главной». Вертикальный размах промышленного оруденения составляет около 600 метров.

## Руды

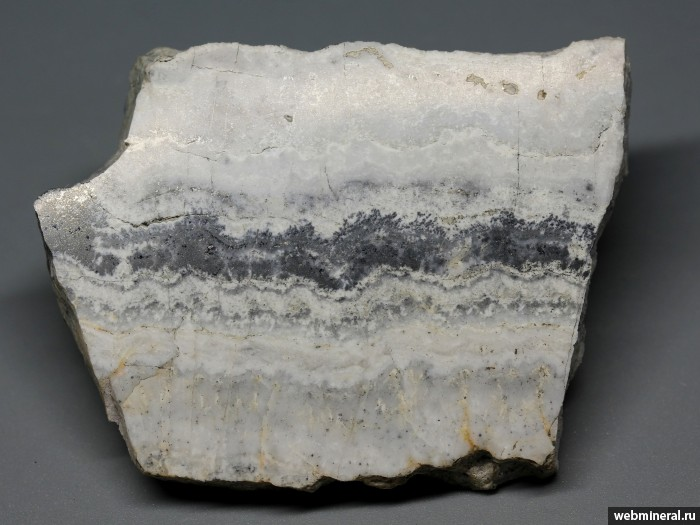
Поперечный срез ритмично-полосчатой, крустификационной кварц-калишпатовой жилы.

Характерны ритмично-полосчатые, фестончатые структуры руд. Рудные минералы представлены пиритом, сфалеритом, халькопиритом, канфильдитом, фрейбергитом, теннантитом, полибазитом, науманнитом, гесситом, электрумом, кюстелитом, самородным серебром. Наиболее продуктивны золото-канфильдит-фрейбергит-халькопиритовая и золото-пирит-сфалеритовая ассоциации, которые с глубиной сменяются галенит-канфильдитовой ассоциацией. В пределах рудных столбов содержания золота превышали 64 г/т. Рудные столбы ограничиваются зонами милонитизации и располагаются вблизи контактов дацитов с гидротермальными брекчиями. Склонение рудных столбов — на юго-запад к центру вулканоструктуры, подчиняется общему склонению золото-серебряного оруденения.
Распределение полезных компонентов в рудных телах неравномерное. Коэффициент вариации содержаний золота от 91,6 % до 179,7 %, серебра — от 92,5 % до 148,7 %
Золото-серебряное отношение в рудах 1:3, иногда достигает 1:100.

## Золото

### Формы выделения
В сростках с рудными компонентами (65-70 %) и в свободном состоянии (20-35 %). Остальное золото (около 10 %) связано с минералами и химическими соединениями меди, сурьмы, мышьяка и кварцем.

### Размерность
Преобладает фракция золота менее 0,1 мм (95 %).

### Форма
Дентритовидная, пластинчатая; высокопробное золото имеет часто комковатую форму.

### Пробность
Выделено золото: Пробность — 700—800; низкопробное золото 590—630 (электрум I); 360—370 (электрум II); 160 (кюстелит). Количественно преобладает низкопробное золото — 90 %.

## Содержания и запасы
Содержания золота от 4 до 64 г/т, серебра от 40 до 640 г/т. Запасы золота составляли около 40 тонн.

## Система отработки
На месторождении были приняты две системы разработки. Для рудных тел, представленных жилами крутого падения мощностью до 3-х метров — система с магазинированием руды. Рудные тела большей мощности — системой с отбойкой руды из подэтажных штреков.

## Статус месторождения
Полностью отработано к 1994 году.